# Дистилляция термокомпрессионная
Дистилляция термокомпрессионная — способ дистилляции (перегонки), использующий принцип теплового насоса.

## История проблемы
Дистилляция жидкостей — очень энергоёмкий процесс. Тепло конденсата может быть использовано для нагрева новых порций сырья, а вот энергия фазового перехода пропадает впустую. Однако, энергия парообразования (или конденсации) воды в 6,75 раз превышает энергию, необходимую для нагрева воды от 20°C до 100°C. Для использования энергии фазового перехода применяется технология теплового насоса.

## Принцип действия
В термокомпрессионных дистилляторах (дистилляторах с паровым компрессором) рабочим телом теплового насоса является само дистиллируемое вещество.
Жидкость первоначально нагревается до кипения, образующийся пар закачивается в теплообменник. Пар конденсируется и отдает энергию на нагрев новой части жидкости, подаваемой на испарение, при этом сырая жидкость кипит при более низкой температуре, а продукт конденсируется при более высокой. В дальнейшем в процессе теплота конденсации поступает в испаритель и используется для преобразования новых частей сырья в пар, в результате такой циркуляции тепла общие затраты энергии на перегонку сокращаются во много раз.
Так, при температуре испарения 96 °C (полость низкого давления) и температуре конденсации 104 °C (полость повышенного давления), расход энергии на перегонку оказывается примерно в 50 раз меньше, чем при обычной перегонке. Увеличивая площадь теплопередачи и уменьшая толщину стенок теплообменника, можно снизить перепад температур и ещё больше увеличить экономичность работы дистиллятора.
После начала работы дистиллятор не нуждается в дополнительном нагреве и охлаждении. Всё устройство должно быть теплоизолированным. Результатом работы насоса является более тёплый по сравнению с сырьём дистиллят.

## Применение
Данная технология принадлежит к энергосберегающим и у неё большое будущее. Возможные области применения:
- фракционная перегонка в химической промышленности (в нефтеперегонке затраты энергии составляют до 50 % стоимости конечного продукта),
- опреснение воды,
- кристаллизация солей из рассолов,
- разделение изотопов.

На сегодняшний день известны установки для дистилляции воды в фармацевтической промышленности. Они довольно сложны в эксплуатации, и экономия энергии не является главным критерием их применения. Постепенное испарение жидкости, без бурного кипения, позволяет получить чистый дистиллят после однократной перегонки.
В то же время, дистилляторы фирмы Potomac, судя по характеристикам, обладают очень высокой экономичностью и приличной производительностью.
Есть также установки химической промышленности, где компрессор, нагревает исходную смесь и компенсирует теплоту испарения, сжимая пар лёгкой фракции.

## Недостатки
Описанная технология требует насосного оборудования и использует электрическую энергию.
Этот недостаток может считаться несущественным, поскольку удается добиться значительной экономии энергии по сравнению с обычной дистилляцией.
Для крупных установок имеет смысл заменить компрессор поршневой или роторный на осевой лопаточный. Помимо упрощения обслуживания, лопаточные машины имеют большую производительность и могут оказаться достаточно экономичными. 
Приводом машины может быть любой тепловой двигатель, в том числе сжигающий органическое топливо. В этом случае термокомпрессионная дистилляция также оказывается гораздо более выгодной, чем обычная.